# Kıvanç Tatlıtuğ
Kıvanç Tatlıtuğ (pronunție turcă: [kɯˈvantʃ ˈtatɫɯtuː]; n. 27 octombrie 1983, Adana, Turcia) este un actor, model și fost baschetbalist turc.

## Filmografie
- În negura nopții - Arman (invitat ultimul episod), serial  Netflix bazat pe Starość aksolotla
- Yakamoz S-245 - Arman (rol principal sezonul I), serial  Netflix bazat pe Starość aksolotla și În negura nopții[4]